# Richard Erdman
John Richard Erdmann (Enid (Oklahoma), 1 juni 1925 – Los Angeles, 16 maart 2019) was een Amerikaans acteur en regisseur.

## Levensloop en carrière
Erdman maakte zijn filmdebuut in 1944. Zijn bekendste rollen zijn die van Hoffy in Stalag 17 (1953) en van McNulty in The Twilight Zone (1959). Vanaf 1971 regisseerde hij ook films. 
Erdman is tweemaal getrouwd geweest. Zijn dochter Erica, een dichteres, overleed in 2010.
- Biblioteca Nacional de España: XX1565377
- Bibliothèque nationale de France: cb141753549 (data)
- Gemeinsame Normdatei: 1061641619
- International Standard Name Identifier: 0000 0000 7825 0481
- Library of Congress Control Number: no92015231
- SNAC: w6mm12rp
- Virtual International Authority File: 74061557
- WorldCat: E39PBJkhFxXGQWq9P7qXHp6R8C